# Ask.com
Ask.com (originariamente conosciuto come Ask Jeeves) è un motore di ricerca web statunitense incentrato sul segmento domande e risposte on-line, fondato nel 1996 da Garrett Gruener e David Warthen a Berkeley, in California.
Il suo software originale è stato realizzato da Gary Chevsky e intorno a questo, Warthen, Chevsky, Justin Grant, e altri, costruirono il sito AskJeeves.com. Alla fine del 2010, di fronte alla concorrenza insormontabile di motori di ricerca più popolari come Google, la società ha deciso di esternalizzare la sua tecnologia di ricerca sul web e Ask.com è tornato alle sue radici come sito di domande e risposte on-line. Fa parte del gruppo IAC/InterActiveCorp.
Nell'agosto 2014, è stato annunciato l'acquisto del sito lettone Ask.fm, al centro di eventi di cronaca soprattutto per essere stato la causa dell'induzione al suicidio di numerosi adolescenti. L'obiettivo dell'operazione è l'integrazione con Ask.com, con il dichiarato intento di estirparvi il bullismo. Tutto il vecchio staff di Ask.fm non farà parte della nuova struttura.